# 이치카와 미와코
이치카와 미와코(市川 実和子, 1976년 3월 19일 ~)는 일본의 배우이자 패션 모델이다. 도쿄도 오타구 출신이며, 소속사는 파파도이다. 여동생인 이치카와 미카코도 배우 겸 모델로 활동 중이다.

## 출연

### 드라마
- 2002년 《기묘한 이야기 가을 특별편》 목소리를 들려줘
- 2003년 《굿 럭》
- 2003년 《공범자(일본어판)》
- 2005년 《룸쉐어의 여자》
- 2005년 《아네고》
- 2006년 《신은 주사위를 던지지 않는다》
- 2007년 《돌아온 시효경찰》
- 2007년 《섹시 보이스 앤 로보》 인내주머니 역 (4화 게스트)
- 2007년 《우리들의 교과서》
- 2007년 《구명병동 24시 시즌 4》
- 2010년 《마더》
- 2011년 《돈키호테》
- 2011년 《심야식당 2》
- 2012년 《더티 마마!》

### 영화
- 2000년 《어나더 헤븐》
- 2001년 《릴리 슈슈의 모든 것》
- 2001년 《쇼와가요대전집》
- 2005년 《인투 어 드림》
- 2008년 《인 더 블루》
- 2008년 《악몽탐정 2》
- 2011년 《8일째 매미》
- 2011년 《하야부사》
- 2023년 《치히로 상》 - 치히로(チヒロ) 역
- 2024년 《고스트캣 앙주》 - 유즈키 역